# Nomada unispinosa
Nomada unispinosa là một loài Hymenoptera trong họ Apidae. Loài này được Schwarz mô tả khoa học năm 1981.